# Persone di nome Danny
| Questa pagina contiene informazioni ricavate automaticamente dalle voci biografiche con l'ausilio del template Bio e di un bot. L'aggiornamento è periodico e automatico e ricostruisce completamente la pagina. Se manca una persona in questa lista, sei pregato di non aggiungerla, ma accertati piuttosto che la sua voce biografica contenga il template Bio e che i dati anagrafici siano correttamente compilati. Se il template Bio manca, inseriscilo tu stesso o, in alternativa, metti l'avviso {{tmp\|Bio}} che ne segnala la mancanza. Se i dati riportati sono sbagliati, correggi direttamente la voce biografica; le modifiche saranno visibili in questa lista entro pochi giorni. Per chiarimenti vedi il progetto antroponimi. La lista contiene solo le 138 persone che sono citate nell'enciclopedia e per le quali è stato implementato correttamente il template Bio. Pagina aggiornata al 22 lug 2025. |

Questa è una lista di persone presenti nell'enciclopedia che hanno il nome Danny, suddivise per attività principale.

## Allenatori di calcio(7)
- Danny Bergara, allenatore di calcio e calciatore uruguaiano (Montevideo, n. 1942 - Inghilterra, † 2007)
- Danny Buijs, allenatore di calcio e ex calciatore olandese (Dordrecht, n. 1982)
- Danny Cowley, allenatore di calcio inglese (Havering, n. 1978)
- Danny Koevermans, allenatore di calcio e ex calciatore olandese (Schiedam, n. 1978)
- Danny McGrain, allenatore di calcio e ex calciatore scozzese (Glasgow, n. 1950)
- Danny Milosevic, allenatore di calcio e ex calciatore australiano (Melbourne, n. 1978)
- Danny Robinson, allenatore di calcio e ex calciatore inglese (Derby, n. 1982)

## Allenatori di football americano(1)
- Dan Hawkins, allenatore di football americano statunitense (Fall River Mills, n. 1960)

## Allenatori di pallacanestro(1)
- Danny Franco, allenatore di pallacanestro israeliano (Holon, n. 1973)

## Arbitri di calcio(1)
- Danny Makkelie, arbitro di calcio olandese (Willemstad, n. 1983)

## Attori(25)
- Danny Burstein, attore e cantante statunitense (New York, n. 1964)
- Danny Comden, attore, regista e produttore cinematografico statunitense (Beverly Hills, n. 1969)
- Danny Corkill, attore statunitense (Park Ridge, n. 1974)
- Danny Dayton, attore statunitense (Jersey City, n. 1923 - Los Angeles, † 1999)
- Danny Dyer, attore e doppiatore britannico (Canning Town, n. 1977)
- Danny Green, attore inglese (Londra, n. 1903 - † 1973)
- Danny Hassel, attore statunitense (Red Bluff, n. 1967)
- Danny Hoch, attore statunitense (New York, n. 1970)
- Danny Jacobs, attore e doppiatore statunitense (Michigan, n. 1968)
- Danny Kamekona, attore statunitense (Hilo, n. 1935 - Los Angeles, † 1996)
- Danny Kirrane, attore australiano (Huddersfield)
- Danny Chan Kwok-kwan, attore e coreografo cinese (Hong Kong, n. 1975)
- Danny Lloyd, attore statunitense (Chicago, n. 1972)
- Danny Mac, attore britannico (Bromley, n. 1988)
- Danny Mastrogiorgio, attore, attore teatrale e doppiatore statunitense (Mount Vernon, n. 1964)
- Danny Murphy, attore britannico (Wallsend, n. 2004)
- Danny Nucci, attore statunitense (Klagenfurt, n. 1968)
- Danny Ramirez, attore statunitense (Chicago, n. 1992)
- Danny Sapani, attore britannico (Londra, n. 1970)
- Danny Tamberelli, attore e musicista statunitense (Wyckoff, n. 1982)
- Danny Thomas, attore, produttore televisivo e regista statunitense (Deerfield, n. 1912 - Los Angeles, † 1991)
- Danny Trejo, attore statunitense (Los Angeles, n. 1944)
- Danny Webb, attore britannico (Londra, n. 1958)
- Danny Wells, attore e doppiatore canadese (Montréal, n. 1941 - Toronto, † 2013)
- Danny Lee Wynter, attore e scrittore britannico (Londra, n. 1982)

## Bassisti(1)
- Danny Miranda, bassista statunitense (New York, n. 1964)

## Batteristi(2)
- Danny Heatley, batterista britannico (Gran Bretagna)
- Danny Needham, batterista inglese (Sheffield, n. 1976)

## Calciatori(37)
- Danny Henriques, calciatore olandese (Rotterdam, n. 1997)
- Danny Amankwaa, ex calciatore danese (Lunedby, n. 1994)
- Danny Bakker, calciatore olandese (n. 1995)
- Danny Bejarano, calciatore boliviano (Santa Cruz de la Sierra, n. 1994)
- Danny Blum, calciatore tedesco (Frankenthal, n. 1991)
- Danny Boffin, ex calciatore belga (Sint-Truiden, n. 1965)
- Danny da Costa, calciatore tedesco (Neuss, n. 1993)
- Danny Fonseca, ex calciatore costaricano (Birricito, n. 1979)
- Danny Fuchs, ex calciatore tedesco (Dessau, n. 1976)
- Danny Griffin, ex calciatore nordirlandese (Belfast, n. 1977)
- Danny Gruper, calciatore israeliano (Haifa, n. 1999)
- Danny Guijt, calciatore olandese (Leida, n. 1981)
- Danny Hesp, ex calciatore olandese (Amsterdam, n. 1969)
- Danny Hoesen, ex calciatore olandese (Heerlen, n. 1991)
- Danny Holla, ex calciatore olandese (Almere, n. 1987)
- Danny Latza, calciatore tedesco (Gelsenkirchen, n. 1989)
- Danny McNamara, calciatore irlandese (Sidcup, n. 1998)
- Danny van den Meiracker, calciatore olandese (Baarn, n. 1989)
- Danny Mrwanda, calciatore tanzaniano (Arusha, n. 1983)
- Danny Mullen, calciatore scozzese (Coatbridge, n. 1995)
- Danny Munyau, calciatore zambiano (n. 1987)
- Danny O'Rourke, ex calciatore statunitense (Columbus, n. 1983)
- Danny Olsen, calciatore danese (Hvidovre, n. 1985)
- Danny Paton, calciatore scozzese (West Calder, n. 1936 - Livingston, † 2011)
- Danny Pena, ex calciatore statunitense (Inglewood, n. 1968)
- Danny Phiri, calciatore zimbabwese (Bulawayo, n. 1989)
- Danny Post, ex calciatore olandese (Amsterdam, n. 1989)
- Danny Racchi, ex calciatore inglese (Elland, n. 1987)
- Danny Santoya, calciatore colombiano (Cartagena de Indias, n. 1988)
- Danny Schwarz, ex calciatore tedesco (Göppingen, n. 1975)
- Danny Simpson, ex calciatore inglese (Salford, n. 1987)
- Danny Torres, calciatore salvadoregno (Guazapa, n. 1987)
- Danny Ventre, ex calciatore inglese (Liverpool, n. 1986)
- Danny Verbeek, calciatore olandese ('s-Hertogenbosch, n. 1990)
- Danny Ward, calciatore inglese (Bradford, n. 1990)
- Danny Williams, ex calciatore inglese (Wigan, n. 1988)
- Danny Wintjens, ex calciatore olandese (Maastricht, n. 1983)

## Cantanti(4)
- Danny Bowes, cantante britannico (West Ham, n. 1960)
- Danny Kortchmar, cantante, chitarrista e produttore discografico statunitense (New York, n. 1946)
- Danny Vaughn, cantante statunitense (Cleveland, n. 1961)
- Danny Wright, cantante, tastierista e tecnico del suono statunitense (Cresskill, n. 1946)

## Cantautori(1)
- Danny Whitten, cantautore e chitarrista statunitense (Columbus, n. 1943 - Los Angeles, † 1972)

## Cestisti(6)
- Danny Agbelese, cestista statunitense (Washington, n. 1990)
- Danny Gibson, ex cestista statunitense (Madison, n. 1984)
- Danny Granger, ex cestista statunitense (New Orleans, n. 1983)
- Danny Pearson, ex cestista statunitense (Columbia, n. 1963)
- Dan Roundfield, cestista statunitense (Detroit, n. 1953 - Aruba, † 2012)
- Danny Salisbury, ex cestista statunitense (Temple, n. 1957)

## Chitarristi(2)
- Danny Gatton, chitarrista statunitense (Washington, n. 1945 - Newburg, † 1994)
- Danny Weis, chitarrista e compositore statunitense (Huntington Park, n. 1948)

## Ciclisti(1)
- Danny MacAskill, ciclista britannico (Dunvegan, n. 1985)

## Ciclisti su strada(3)
- Danny Pate, ex ciclista su strada statunitense (Colorado Springs, n. 1979)
- Danny van Poppel, ciclista su strada e ciclocrossista olandese (Utrecht, n. 1993)
- Danny van der Tuuk, ciclista su strada olandese (Assen, n. 1999)

## Coreografi(1)
- Danny Daniels, coreografo, danzatore e attore statunitense (Albany, n. 1924 - Santa Monica, † 2017)

## Disc jockey(1)
- Angerfist, disc jockey e produttore discografico olandese (Almere, n. 1981)

## Fotografi(1)
- Danny Clinch, fotografo, regista e pubblicitario statunitense

## Giocatori di calcio a 5(1)
- Danny Kamuchira, ex giocatore di calcio a 5 zimbabwese (n. 1961)

## Giocatori di football americano(12)
- D.J. Fluker, giocatore di football americano statunitense (New Orleans, n. 1991)
- Danny Gray, giocatore di football americano statunitense (Ruston, n. 1999)
- Danny Greene, ex giocatore di football americano statunitense (Compton, n. 1961)
- Danny Isidora, giocatore di football americano statunitense (Weston, n. 1994)
- Danny Kittner, giocatore di football americano statunitense
- Danny Pinter, giocatore di football americano statunitense (South Bend, n. 1996)
- Danny Shelton, giocatore di football americano statunitense (Auburn, n. 1993)
- Danny Stutsman, giocatore di football americano statunitense (Windermere, n. 2003)
- Danny Trevathan, giocatore di football americano statunitense (Youngstown, n. 1990)
- Danny Washington, ex giocatore di football americano tedesco (n. 1985)
- Danny Watkins, giocatore di football americano canadese (Kelowna, n. 1984)
- Danny Woodhead, ex giocatore di football americano statunitense (North Platte, n. 1985)

## Giornalisti(1)
- Danny Morrison, giornalista, scrittore e politico britannico (Belfast, n. 1953)

## Hockeisti su ghiaccio(1)
- Danny Elliscasis, hockeista su ghiaccio italiano (San Candido, n. 1993)

## Maratoneti(1)
- Danny McDaid, ex maratoneta e ex mezzofondista irlandese (n. 1941)

## Militari(1)
- Danny McKnight, ex militare statunitense (Columbus, n. 1951)

## Modelli(2)
- Danny Quinn, modello, attore e regista italiano (Roma, n. 1964)
- Danny Schwarz, modello inglese (Londra, n. 1986)

## Ostacolisti(1)
- Danny McFarlane, ostacolista e velocista giamaicano (St. Mary, n. 1972)

## Pallavolisti(1)
- Danny Demyanenko, pallavolista canadese (Toronto, n. 1994)

## Percussionisti(1)
- Danny Cummings, percussionista e batterista britannico

## Piloti motociclistici(2)
- Danny Chandler, pilota motociclistico statunitense (Sacramento, n. 1959 - † 2010)
- Danny Kent, pilota motociclistico britannico (Chippenham, n. 1993)

## Politici(6)
- Dan Brouillette, politico e imprenditore statunitense (Paincourtville, n. 1962)
- Dan Burton, politico statunitense (Indianapolis, n. 1938)
- Danny K. Davis, politico statunitense (Parkdale, n. 1941)
- Danny Faure, politico seychellese (Kilembe, n. 1962)
- Danny Kennedy, politico nordirlandese (n. 1959)
- Danny Pieters, politico belga (Uccle, n. 1956)

## Produttori discografici(1)
- Danny Byrd, produttore discografico e disc jockey britannico (Bath, n. 1979)

## Registi(3)
- Danny Cannon, regista, sceneggiatore e produttore cinematografico inglese (Luton, n. 1967)
- Marc Daniels, regista televisivo statunitense (Pittsburgh, n. 1912 - Santa Monica, † 1989)
- Danny Kaden, regista, attore e sceneggiatore polacco (Varsavia, n. 1884 - Varsavia, † 1942)

## Rugbisti a 15(1)
- Dan Lydiate, rugbista a 15 britannico (Salford, n. 1987)

## Sceneggiatori(5)
- Danny Arnold, sceneggiatore, regista e produttore televisivo statunitense (New York, n. 1925 - Los Angeles, † 1995)
- Danny Kallis, sceneggiatore, regista e produttore televisivo statunitense
- Fratelli Pang, sceneggiatore e regista cinese (Hong Kong, n. 1965)
- Danny Rubin, sceneggiatore statunitense (n. 1957)
- Danny Zuker, sceneggiatore e produttore televisivo statunitense

## Tastieristi(1)
- Danny Peyronel, tastierista britannico (Buenos Aires, n. 1953)

## Tennisti(1)
- Danny Sapsford, ex tennista britannico (Walton-on-Thames, n. 1969)

## Youtuber(1)
- Danny e Michael Philippou, youtuber, regista e sceneggiatore australiano (Adelaide, n. 1992)